# Elia Suleiman
Elia Suleiman (Nazaret, Israel; 28 de julio de 1960) es un director de cine, actor y guionista árabe israelí de origen palestino. Es conocido por sus películas Divine Intervention (2002) y The Time That Remains (2009).

## Biografía
Nació en el seno de una familia palestina de Nazaret en 1960. Con su padre descubrió a los cantantes árabes clásicos, pero la ciudad tenía solo una sala de cine y poca vida artística. Huyó a Londres siendo adolescente para evitar una orden de detención pendiente por supuestas actividades delictivas. Allí conoció al escritor británico John Berger, cuya obra Modos de ver le abrió literalmente al mundo. Berger, al que le une una larga amistad, tuvo una profunda influencia en el inicio de su recorrido profesional.
Se trasladó a Nueva York en 1982, donde entró como inmigrante ilegal e inició su recorrido de realizador autodicta. Empezó a ver películas en la Universidad de Nueva York, donde entraba clandestinamente gracias a sus amigos, y fue viendo películas de Robert Bresson y John Cassavetes, pero sobre todo de Ozu y Hsiao-Hsien Hou, que despertó su vocación cinematográfica. Conoció al crítico y ensayista palestino Edward Said (Orientalismo) y al productor James Schamus que, al igual que Berger, ejercieron una poderosa influencia sobre su formación intelectual y sus futuras películas. En 1990 codirigió con el director libanés-canadiense Jayce Salloum su primera película, Introduction to the End of an Argument, un controvertido documental en forma de «collage» que desmonta la representación estereotipada y la visión caricatural de los palestinos y de los árabes en las películas y los medios de comunicación occidentales. Tras el éxito de la película en el circuito de los festivales internacionales, Suleiman fue uno de los cinco directores árabes encargados de expresar sus ideas acerca de la guerra del Golfo y su impacto en el mundo árabe en el documental The Gulf War… What Next? (1991), en el que realizó el cortometraje Homage by Assassination.
Después de una década en Nueva York, se trasladó en 1993 a Cisjordania para dar clases sobre cine en la Universidad de Birzeit, cerca de Ramala, donde al año siguiente creó el Departamento de Cine y Audiovisuales gracias a una subvención de la Comisión Europea.
Se dirigió a París (Francia) en busca de financiación para producir su primer largometraje de ficción, Chronicle of a disappearance, pero ante la negativa de los productores franceses decidió producirla él mismo. La película –en la que actúa junto con sus padres, miembros de su familia y actores no profesionales—, se estrenó en 1996 y ganó el premio Luigi De Laurentiis a la mejor opera prima en el Festival Internacional de Cine de Venecia. Sus dos largometrajes siguientes adoptaron el mismo tipo de narración personal y semiautobiográfica, con un trasfondo a la vez poético y político. Aunque se le haya comparado en numerosas ocasiones con Buster Keaton y Jacques Tati, sus películas tratan temas graves como las consecuencias del conflicto israelí-palestino, pero de una manera poco convencional que les da una dimensión universal. Divine Intervention, de 2002, se llevó el premio del Jurado del Festival de Cannes, un premio FIPRESCI y el Premio Screen Internacional 2002 a la mejor película no europea de la Academia de Cine Europeo, lo que le lanzó definitivamente en la escena internacional. En 2006 fue miembro del jurado del Festival de Cannes y Gilles Jacob, director del Festival, le encargó la realización de un cortometraje (Irtebak o Awkward en inglés) que se incluiría en la película Chacun son cinéma: une déclaration d'amour au grand écran, una antología que celebraba los 60 años del Festival de Cannes. En 2009 su siguiente película, The Time That Remains, entró en competición en la selección official de ese mismo festival, fue nominada a la Palma de Oro y se llevó la Perla Negra a la Mejor Película de ficción de Oriente Medio en el Festival de Cine de Abu Dabi 2009.
En 2012 dirigió el cortometraje Diary of a Beginner, uno de los siete que componen la película coral 7 días en La Habana. En 2019, su largometraje It Must Be heaven, rodado en Nazaret, París y Nueva York, se llevó el premio de los críticos de la FIPRESCI y la Mención Especial del Jurado en el Festival de Cannes 2019. Fue seleccionada para representar a Palestina en los Premios Óscar de 2020.
Suleiman suele ser profesor invitado de universidades e instituciones de arte como las universidades de Columbia, Nueva York, Georgetown y Berkeley en los Estados Unidos, la Tate Modern (Londres), la Biennale de Berlín y el Kunst Institute de Berlín, la Fundación DHC/ART de Montreal y la Femis de París. Ha dado también master classes en festivales y eventos artísticos del mundo entero como los festivales de cine de Praga, la Universidad Nacional de Teatro y Cine de Bucarest, el Festival de Cine Europeo de El Cairo, el Festival de Cine de Abu Dabi, los Festivales de Cine de Tribeca de Nueva York y Doha (Catar), la Universidad Anglo-americana de Beirut o la Universidad del Noreste de Bostón.
Reside en París y está casado con la cantante libanesa Yasmine Hamdan.

## Filmografía

### Director

#### Cortos y mediometrajes
- 1990: Introduction to the End of an Argument
- 1991: Homage by Assassination (en The Gulf War… What Next?)
- 2000: Cyber Palestine
- 2007: Irtebak (Awkward) (en Chacun son cinéma)
- 2012: Diary of a Beginner (en 7 días en La Habana)

#### Largometrajes
- 1996: Chronicle of a Disappearance (Segell Ikhtifa)
- 2002: Divine Intervention (Yadon Ilaheyya)
- 2009: The Time That Remains
- 2019: It Must Be Heaven

### Productor
- 1996: Chronicle of a Disappearance
- 2009: The Time That remains

### Guionista
- 1996: Chronicle of a Disappearance
- 2002: Divine Intervention
- 2009: The Time That remains

### Actor
- 1996: Chronicle of a Disappearance
- 2002: Divine Intervention
- 2006: Bamako de Abderrahmane Sissako
- 2009: The Time That remains
- 2012: Diary of a Beginner (en 7 días en La Habana)
- 2019: It Must Be Heaven

## Premios y distinciones
Festival Internacional de Cine de Cannes
| Año  | Categoría                              | Película               | Resultado |
| ---- | -------------------------------------- | ---------------------- | --------- |
| 2002 | Premio del Jurado                      | Yadon ilaheyya         | Ganadora  |
| 2002 | Premio FIPRESCI                        | Yadon ilaheyya         | Ganadora  |
| 2019 | Premio al mejor guion-Mención especial | De repente, el paraíso | Ganadora  |
| 2019 | Premios FIPRESCI                       | De repente, el paraíso | Ganadora  |

Festival Internacional de Cine de Venecia
| Año  | Categoría                 | Película                     | Resultado |
| ---- | ------------------------- | ---------------------------- | --------- |
| 1996 | Premio Luigi de Laurentis | Chronicle of a Disappearance | Ganador   |